# Costin Nenițescu
Costin Nenițescu (parfois orthographié Costin Nenitzescu), né le 15 juillet 1902 à Bucarest et mort le 28 juillet 1970 à Bușteni, est un chimiste roumain.

## Biographie
Diplômé de l'Institut polytechnique de Zurich et de l'Université Louis-et-Maximilien de Munich, où il a pour professeur Hans Fischer, il est l'un des pionniers de la chimie moderne en Roumanie. Ses recherches, qui ont donné lieu à plus de 200 articles scientifiques, ont porté notamment sur les composés aliphatiques, les réactions induites par les ions carbonium, le cyclobutadiène, les sels de pyrylium (en), la polymérisation de l'éthylène, la synthèse de l'indole etc. Elles ont permis de développer l'industrie chimique en Roumanie.
Professeur à l'Université polytechnique de Bucarest, il est membre de l'Académie roumaine à partir de 1955, membre correspondant de l'Académie des sciences de la RDA et membre de l'Académie allemande des sciences Leopoldina.

### Famille
Il est le fils de Dimitrie Nenițescu (ro) (1861-1930), député et ministre du Commerce et de l'industrie, et le mari d'Ecaterina Ciorănescu-Nenițescu (ro) (1909-2000), chimiste organique, membre de l'Académie roumaine.